# 香港銅鑼灣皇冠假日酒店
香港銅鑼灣皇冠假日酒店（英語：Crowne Plaza Hong Kong Causeway Bay）為香港香港島銅鑼灣禮頓道8號的一所酒店，由爪哇集團擁有、並為洲際酒店集團特許經營酒店，於2009年開幕，是香港第一間皇冠假日酒店。香港銅鑼灣皇冠假日酒店樓高28層，設有263間客房，包括10間套房。

## 擁有者
香港銅鑼灣皇冠假日酒店由爪哇集團全資擁有。爪哇集團於1956年創辦，1973年在香港上市（港交所：0251）。爪哇集團積極投資及開發房地產業務，迄今已於本地和海外先後發展超過200個項目，繼有酒店、住宅、商業及工業等類型，遍佈香港、中國、澳洲、加拿大、印尼、日本、新西蘭及英國等地。集團亦有其他酒店及旅遊項目，包括澳洲大堡醮Lizard Island Resort。

## 客房及套房
香港銅鑼灣皇冠假日酒店設有263間客房和套房，浴室設有浴缸及雨淋式花灑。所有客房及套房均坐享都市或跑馬地馬場景致。

## 餐廳及酒吧
酒店設有CARVER、Club @28、御寶軒(第三方經營）、MASA Satori Charcoal Dining（第三方經營）。

## 酒店設施
- 28樓頂層露天游泳池
- Pavilion 空中庭園
- 健身中心
- 商務中心服務
- 豪華轎車服務

## 交通
港鐵：
- █  港島綫：銅鑼灣站

酒店位於銅鑼灣禮頓道，毗鄰香港賽馬會跑馬地馬場及紀利華木球會。由酒店步行至時代廣場 (香港)及希慎廣場需時5分鐘，至銅鑼灣崇光百貨需時10分鐘；前往香港會議展覽中心的車程需約10分鐘。酒店距離香港國際機場40公里，乘坐的士需時45分鐘、乘坐港鐵（轉乘機場快綫）需時60分鐘。

## 外部連結
- 爪哇集團官方網站
- 香港銅鑼灣皇冠假日酒店官方網站 （页面存档备份，存于）
- 洲際酒店集團 - 香港銅鑼灣皇冠假日酒店 （页面存档备份，存于）
- 御寶軒官方網站 （页面存档备份，存于）